# Côte des Mosquitos
Pour les articles homonymes, voir Mosquito.
1638–1894
Entités précédentes :
- Premier Empire mexicain

Entités suivantes :
- Nicaragua
- Honduras

La Côte des Mosquitos (en espagnol : Costa de Mosquitos), aussi appelée La Mosquitia, est une région située pour sa plus grande partie sur le littoral est du Nicaragua ainsi que sur le littoral nord-est du Honduras. Elle comptait au XVIIe siècle parmi les repaires de corsaires, pirates et flibustiers, huguenots ou puritains.
Sa partie hondurienne est une région de forêt humide, fortement sous-développée, avec peu de routes. Divers indiens Mosquitos y habitent, tels les Pechs (es) et les Tawahkas (es). La réserve de la biosphère Río Plátano se trouve dans cette région.

## Histoire
La région de la Côte des Mosquitos fut, à partir de 1661, le siège d'un royaume indigène, connu parfois sous le nom de royaume de Mosquitie (es). Celui-ci se plaça dès 1668 (ou 1678) sous le protectorat de l'Angleterre, puis la Grande-Bretagne, qui ne s'exerça toutefois que de manière relativement informelle et intermittente jusqu'au milieu du XIXe siècle. 
La région passe ensuite sous le contrôle de la Nouvelle-Espagne. En 1821, la région est intégrée au Mexique. En 1823, à la chute de l'Empire mexicain, la région prend son indépendance avec comme capitale Bluefields, bien que le dernier roi miskito fut couronné à Belize. 
La région ayant depuis 1650 un roi à sa tête, le prince Clarence, George III, reprend le titre de roi. Celui-ci signe une alliance avec les Britanniques qui détiennent alors Belize, qui porte à l'époque le nom de Honduras britannique. 

En 1832, Robert Charles Frederic donne concession aux négociants jamaïcains William Hodgson et Samuel Shepherd,. Ce dernier se lie avec George Stiepel, un ancien soldat, qui développe alors le commerce du café avec la Grande-Bretagne, via les ports du Chili[réf. nécessaire].

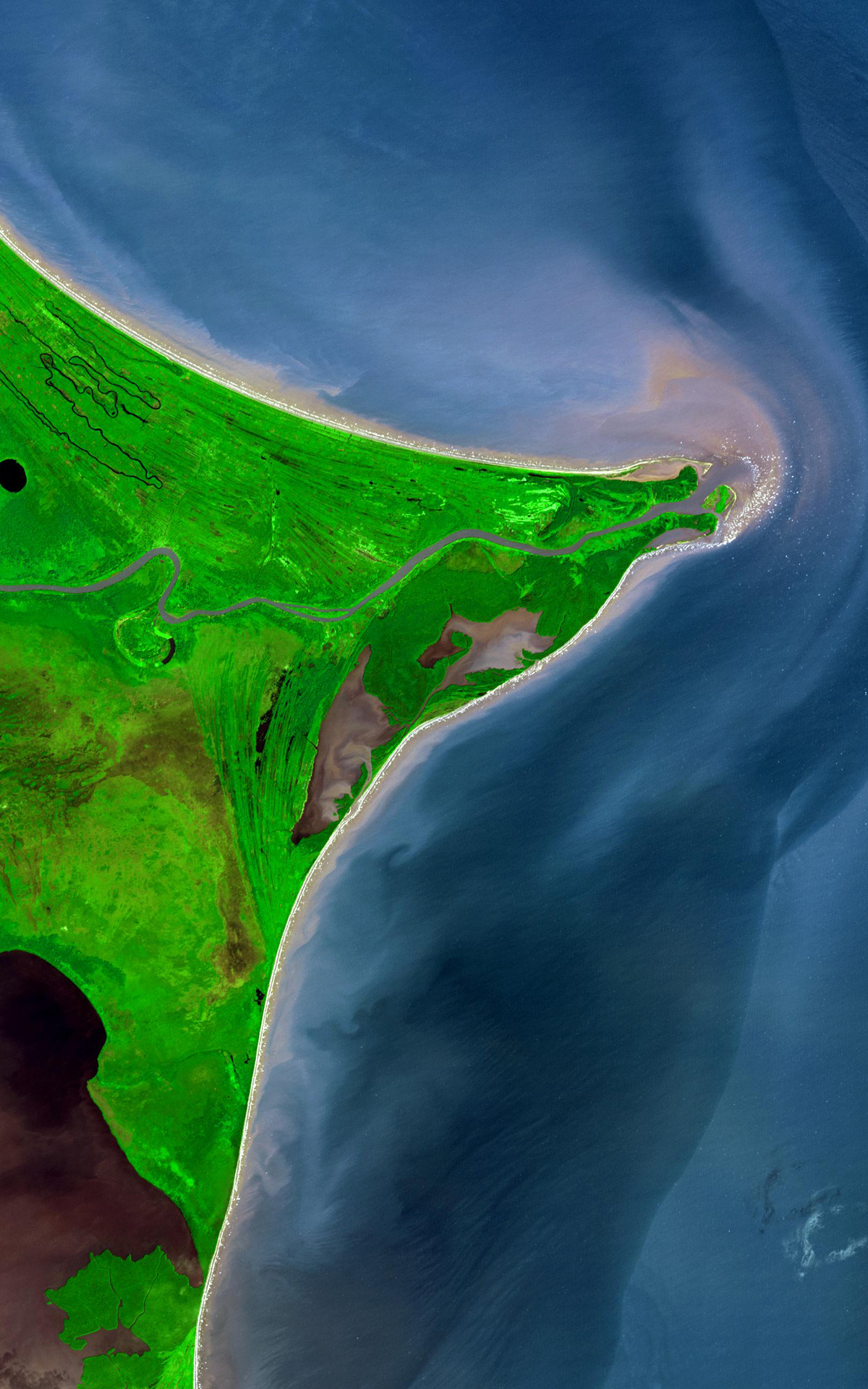
Vue satellite d'une partie de la Mosquitia.

En 1848, les Mosquitos s'emparèrent de la ville nicaraguayenne de San Juan del Norte avec l'aide des Britanniques, ce qui faillit entraîner l'intervention des États-Unis. Cette crise dura jusqu'en 1850, date de la signature du Traité Clayton–Bulwer. 
Mais les tensions entre les républiques du Nicaragua et du Honduras ne s'apaisent pas. Après une nouvelle défaite, le Royaume-Uni, jusque-là allié des Mosquitos, est contraint de signer le traité de Managua, en 1860. Ce traité entraîne alors l'occupation du royaume par les armées du Nicaragua. Le roi George IV est ainsi contraint d'accepter l'occupation de la province. Mais bien que le royaume soit occupé, son territoire n'a pas totalement été annexé et conserve une autonomie absolue au niveau politique, fiscal et administratif. Cette période d'occupation dure jusqu'au 12 février 1894, date où le président nicaraguayen José Santos Zelaya occupe militairement Bluefield  et annexe le territoire avec le Honduras (voir Crise du Nicaragua de 1894-1895). 
En 1906, l'Espagne reconnait le droit au Guatemala de s'y établir, ce que le Nicaragua conteste. 
En 1928, le Nicaragua signe un accord avec la Colombie concernant la Côte des Mosquitos en échange de l'archipel de San Andrés. En 1960, cet accord est définitivement validé et la côte reconnue partie intégrante de Nicaragua par la Cour internationale de Justice.  

### Monarques
D'après The Miskito Kings and the Line of Succession de Michael D. Olien

#### Rois
- 1633 - 1641 : "The King" (nom exact inconnu)[7]
- 1641 - 1655 : "The Prince" (nom exact inconnu)[7]
- 1655 - 1686 : Oldman (en) (nom exact inconnu)[7]
- 1687 - 1720 : Jeremy Ier (en), fils d'Oldman. Il était le médecin personnel du gouverneur de Jamaïque, Hans Sloane[8],[7].
- 1720 - 1729 : Jeremy II (en), fils de Jeremy Ier
- 1729 - 1739 : Peter, neveu de Jeremy Ier
- 1739 - 1755 : Edward Ier (en), fils de Jeremy II
- 1755 - 1776 : George Ier, frère d'Edward Ier
- 1777 - 1800 : George II, fils d'Edward Ier
- 1800 - 1816 : régence assurée par le prince Stephan, frère de George II
- 1816 - 1824 : George Frederic, fils de George II
- 1824 - 1842 : Robert Charles Frederic, frère de George Frederic
- 1842 - 1845 : la "Régence". Divers gouverneurs se succèdent pendant trois ans.
- 1845 - 1864 : George Augustus Frederic, fils de George Frederic
- 1864 - 1866 : régence assurée par Victoria, fille de Robert Charles Frederic
- 1866 - 1883 : William Henry Clarence, neveu de George Augustus Frederic
- 1884 - 1888 : George William Albert Hendy, petit-fils de George Frederic
- 1889 - 1890 : Jonathan Charles Frédéric (1834-1890), fils de la demi-sœur de George Augustus Frederic
- 1891 - 1894 : Robert Henry Clarence, frère de William Henry Clarence[9].